# Cueva Belmont
Cueva Belmont (en inglés: Belmont Cave) es una cueva de piedra caliza blanca y seca en Cockpit Country en la isla caribeña de Jamaica. También es conocida como la Drip Cave, siendo una sola cueva con dos entradas cercanas.
Al igual que muchas cuevas en Jamaica, Belmont es un importante refugio de murciélagos. El guano de murciélago, a su vez es compatible con una gran población de invertebrados de cucarachas troglobias (Nelipophygus), grillos de cueva, moscas y arañas de cueva, además de ser el hogar de la rana Eleutherodactylus cundalli.